# 林一鳴
林一鳴是香港著名資深投資者，擁有香港中文大學財務系哲學博士和上海交通大學「博士後」（Post-Doc）名銜，特許財務分析師CFA、認可財務策劃師CFP、英國財務會計師公會資深會員、澳洲公共會計師公會資深會員等資格，曾任三千億市值香港上市公司副主席，並於長時間持有證監會負責人員RO牌照，對證券及期貨規例非常熟識。林一鳴多年來參與股市、樓市、期貨、期權等多種投資及投機活動，以及各類型生意投資，業務範圍十分廣泛，包括網上教育平台、出版社、教育、本地及海外地產公司、遊戲玩具、醫療用品、運動用品、Wi-Fi蛋、國際漫遊Sim卡等；其中較為人廣知的業務，包括成立網上教育平台《博士在線》及《CourseZ》，上市公司「遵理教育」的母企精英匯遵理（1775.HK）主要股東，創作及推出股票買賣Boardgame遊戲《投資樂園》及《FQ奇兵》，創辦華睿地產及華睿財務顧問公司，以及於2011年向英皇旗下《新傳媒》，買入旗下出版社之全部書籍版權和舊書存貨，然後成立《經緯文化》並成為創辦股東之一，出版了30多個國家/地區的旅遊書，截至2019年總銷量超過120萬冊。
林一鳴擅長分析股市及樓市走勢，多次利用波浪理論準確預測港股走勢，最為香港人熟悉是多次利用波浪理論預測恆指，包括2009年準確預測港股牛市一期的強力反彈，2015年4月預測恆指在28000點見頂、2016年至2017年的牛市將升穿31958點歷史高位、2018年初預測港股將會轉熊等，被市場稱為波浪大師。

## 股市分析
- 2009年3月︰於恆指在12000點的時候，準確預測港股出現牛市一期的強力反彈。[11]
- 2011年2月︰預測港股將出現牛皮格局。[12]
- 2012年5月︰股市出現大跌，但林一鳴預期調整未必如金融海嘯時深，恒指在16,000至17,000點會見底。[13]
- 2013年1月︰恒指本年目標為23000點，波幅為19000點-25000點。[14]
- 2013年6月︰恆指在兩萬點會有支持，開始分段吸納港股。[15][16]
- 2015年4月︰預測恆指在28000點見頂；其後恆指在5月後開始下跌，最低跌到兩萬點，預測準確。[17][18][19]
- 2015年7月︰建議B浪博反彈的策略，目標為跌幅的一半至0.618。[20]
- 2015年8月︰以技術走勢分析，指恒指會再次跌穿7月8日股災日低位22836點；結果在一個多月後跌穿這個支持位，跌到兩萬點附近。[21]
- 2016年3月︰指出恒指已經完成調整，已經重新進入牛市階段。[22]
- 2016年9月︰港股處於牛二階段，大部分時間都是上落波幅；恒生指數20,000點會是目前的強大支持位。[23]
- 2017年11月︰預測港股牛市將會衝破歷史高位：將會升穿31958點。[24]
- 2018年4月︰於2018年初預測港股將會轉入熊市，建議投資者睡覺。[25][26][27]

## 樓市分析
林一鳴多次準確預測香港樓市走勢，最成功例子爲2003年SARS期間，在市場最悲觀時買入半山物業，入市價僅為每呎3000多港元。林一鳴在樓市分析最為市場關注事件，為湯文亮於2015年2月14日對林一鳴定下「賭局」，預測香港樓市在六個月後的表現，如果中原指數在8月14日高於136.64，顯示了樓價持續續升，即代表林一鳴贏，若低於136.64則湯文亮勝出。雖然林一鳴並沒有答應賭局，並建議將飯局支出捐給慈善機構
，但湯文亮並沒有答應。到了8月14日，中原指數升至145.48點，結果湯文亮斥20萬元，於8月14日在灣仔福臨門筵開9席宴請友好。當晚林一鳴並無出席。
- 2012年5月：高薪族撑起樓市，年內不會大跌價。[35]
- 2012年11月︰指出政府推兩辣招以圖打壓樓市，但香港樓價難以因此而大幅下挫。[36]
- 2013年7月︰市場有分析指出，香港樓價將會因為政府印花稅影響下，出現跌幅高達三至五成的調整，林一鳴表示反對意見。[37][38]
- 2013年12月︰當各大外資行紛紛預期2014年香港樓價下滑，林一鳴提出八點理據，預測2014年香港的樓價，將會升穿歷史高位。[39][40][41]
- 2015年3月︰表示政府遏抑需求令整體供應更少，今年樓價有一成升幅，迫使市場推出更多一二百方呎的「納米樓」。[42][43]
- 2015年5月︰維持今年樓價一成升幅的預測。[44]
- 2016年2月︰預測香港樓價在2016年可以「企硬」，認為年內美國僅加息1次，故相信待5、6月時，美國沒有加息的情況下，樓價下跌的恐慌情緒會慢慢消除，估計上半年樓價下跌數個百分點，下半年會回升，全年料漲數個百分點。[45]
- 2016年6月︰私人住宅售價指數在5月見底反彈，林一鳴繼續表示樓價在2016年下半年會進一步上升，預測正確。[46][47]
- 2016年9月︰指香港樓市會繼續越來越癲，價格越升越有，市場上買家搶盤追價更加凌厲，細價樓成交「日日見新高」。[48]
- 2017年2月︰指出香港樓市應該仍在牛市，但已經處於「牛三」的最後一個階段，市場情緒表現相當樂觀，壞消息會變成好消息，好消息會變成更好消息。牛三的時間通常不會很長，預期樓市牛三在2017年將會完結，樓價有機會在2017年見頂（估計大約在香港銀行將Prime加息的時候），然後大勢開始轉向；預測2017年應該只會跌數個巴仙，但明年就不敢估計。[49]
- 2018年12月︰指香港新樓供應嚴重不足，政府預測數字不可能達到，香港樓價很難下跌。[50]
- 2020年1月︰預測住宅樓價今年將表現平穩，在3%至5%區間上落，但住宅租金則呈現下跌趨勢。[51]

## 博士在線及CourseZ
林一鳴於2020年中建立「博士在線」網上教育平台，後來被遵理母公司精英匯集團（1775.HK）看好並收購六成股權，變成新的網上教育平台CourseZ，而林一鳴亦持有這平台的四成股權。CourseZ平台屬於博士在線有限公司，截止2021年5月擁有超過150個課程，已經有數千位客戶，預期在一年後可以A輪融資。

## 投資樂園遊戲
林一鳴於2010年設計及推出模擬股票買賣boardgame遊戲《投資樂園》，對象為有投資經驗嘅成年人，讓玩家模擬進行投資股市；並於2011年再推出針對小朋友的《FQ奇兵》，讓小朋友從遊戲中學習投資理財和市場經濟之知識。

## 金融小說
林一鳴愛以故事及小說形式，帶出深奧的財經理論，其中以財技小說《財技風雲三步曲》系列最受歡迎，共出版《財技風雲》，《殼股風雲》及《股災風雲》三集，將真實財技融入小說之中，讓讀者更明白股票市場財技的運作。《財技風雲》於全年暢銷書榜排行前十名位置，《殼股風雲》及《股災風雲》更在蘋果日報網上連載。

## 跑步及三項鐵人
林一鳴熱愛跑步，跑齡超過三十多年，曾經當過皇家香港軍團（義勇軍），到非洲烏干達參與雷利計劃、樂華長跑會會員、超級長跑愛好者，創立第一屆苗圃挑戰十二小時活動，多年來參與無數大小國內外的馬拉松賽事，包括被喻為世界上最艱難的撒哈拉沙漠馬拉松（Marathon Des Sables），七天背負重達30磅以上的背囊，完成243公里的路程，並為此比賽出版《撒哈拉的FQ博士》一書；瑞士阿爾卑斯山馬拉松（Swiss Alpine Marathon），該比賽從山腳跑上接近三千米高度阿爾卑斯山的，然後再回到地面；以及從第一屆開始，從未間斷連續多次參加42.195公里的香港渣打馬拉松。
除此之外，林一鳴亦多次參加毅行者，三項鐵人和渡海泳比賽。

## 葡萄酒
林一鳴對葡萄酒素有研究，持有法國葡萄酒學者（French Wine Scholar, FWS）、美國專業認証葡萄酒專家（Certified Specialist of Wine, CSW）、英國葡萄酒及烈酒基金會（WSET®）高級葡萄酒及烈酒証書等資格，經常於各大媒體如華爾街日報及報章發表關於葡萄酒的文章，有多年投資酒花的經驗。

## 著作

### 香港
- FQ理財專家－強化修訂版（經要文化）ISBN 9789628805426
- FQ兒童理財訓練班（經世文化）ISBN 9789628638598
- FQ兒童理財童話集（經世文化）ISBN 9789889732653
- FQ財智父母速成班（星島出版）ISBN 9789626722503
- 負資產翻身秘笈（星島出版）ISBN 9789626722534
- 國企股不敗之謎（經要文化）ISBN 9789628805754
- 別再上自己的當－投資心理學新手入門（經要文化）ISBN 9789628805976
- 藍籌掌門人（經要文化）ISBN 9789628863068
- 撒哈拉的FQ博士（經要文化）ISBN 9789628805884
- FQ智叻星－親子理財50課（經要文化）ISBN 9789628863167
- 2006年投資通勝（經要文化）ISBN 9628863266
- 國企股不敗之謎II－QDII強戰世紀（經要文化）ISBN 9789628863402
- 榕樹頭下的55堂投資課（經要文化）ISBN 9789628863372
- 榕樹頭下的35堂經濟課．微觀經濟篇（經要文化）ISBN 9789628863730
- 國企解碼王（經要文化）ISBN 9789628863525
- 別再上自己的當－投資心理學新手入門（心戰加強版）ISBN 9789888005017
- 恒指追擊－期指期權投資攻略（經要文化）ISBN 9789628863594
- 與牛共舞－強勢股攻守戰（經要文化）ISBN 9789628863921
- 投資心戰室－投資心理學實戰指南（經要文化）ISBN 9789888005130
- 猴子的戲法不靈了－金融海嘯的前因後果與機遇（經要文化）ISBN 9789888005260
- FQ理財通識套裝（經緯文化）ISBN 9789881621870
- 投資心戰室－波浪理論實戰篇（經要文化）ISBN 9789888005895
- 跟老子學投資（經要文化）ISBN 9789888005512
- 財技風雲（經緯文化）ISBN 9789881369963
- 財技風雲2.0－殼股風雲（經緯文化）ISBN 9789881463425
- 財技風雲3.0－股災風雲（經緯文化）ISBN 9789881463593
- 林一鳴的投資世界（經緯文化）ISBN 9789887849698
- 林一鳴投資心理學（經緯文化）ISBN 9789887849759
- 林一鳴親子理財50課（經緯文化）ISBN 9789887898122
- 林一鳴的投資世界（經緯文化）ISBN 978-988-78496-9-8
- 林一鳴的投資世界2.0（經緯文化）ISBN 978-988-74439-8-8

### 中國大陸
- FQ兒童理財訓練班（新華出版社）ISBN 9787501166701
- FQ兒童理財童話集（新華出版社）ISBN 9787501166480
- FQ財商（中國輕工業出版社）ISBN 9787501950140
- 親子理財50課（機械工業出版社）ISBN 9787111190899
- 別再上自己的當－投資心理學新手入門（河北人民出版社）ISBN 9787202039762
- 撒哈拉的FQ博士（河北人民出版社）ISBN 9787202040904
- 蒙特梭利儿童财商训练班（中国金融出版社）ISBN 9787504950550

### 台灣
- 盲錢法則（智言館出版社）ISBN 9789868379862

## 外部連結
- 林一鳴Facebook專頁
- CourseZ網上教育平台（页面存档备份，存于）
- 博士在線（页面存档备份，存于）
- 經緯文化（页面存档备份，存于）
- 華睿地產（页面存档备份，存于）
- 財技風雲博客（页面存档备份，存于）